# 迷人的姿势
《迷人的姿势》（法語：La pose enchantée）是比利時超現實主義畫家雷內·馬格利特在1927年创作的一幅油画。
《迷人的姿势》在1932年失踪。比利时皇家美术博物馆和比利时列日大学的研究者使用了可见光和紫外线下的高分辨率摄影等技术找到了遗失的画作，其中作品右上方大约四分之一的部分藏在馬格利特的另一幅作品《上帝不是圣人》的下面；左上方藏在其《肖像》下；右下方藏在其《人類的境況》（洞穴版本）下；左下方藏在其《红色模特》下。因为馬格利特一时经济拮据，常常复用以前用过的画布进行双层作画。